# 崇德镇
崇德镇，是中华人民共和国黑龙江省绥化市明水县下辖的一个乡镇级行政单位。

## 行政区划
崇德镇下辖以下地区：
崇德村、民主村、庆丰村、合胜村、光星村、光华村和茂盛村。